# Jørgen Leth om "Haiti, uden titel"
Jørgen Leth om "Haiti, uden titel" er en dansk dokumentarfilm fra 1995. Den omhandlede film, Haiti. Uden titel, udkom i 1996.

## Handling
Denne artikel mangler et handlingsreferat. Hjælp os med at skrive det.